# 죽서 원몽린 묘역
죽서 원몽린 묘역(竹西 元夢鱗 墓域)은 경기도 여주시 대신면 상구리에 있는, 조선시대 효종 10년(1659) 효종의 딸 숙경공주(淑敬公主)와 혼인하여 흥평위(興平尉)가 되고 후에 흥평군에 봉해진 원몽린(元夢鱗 : 1648년 ~ 1674년)의 묘역이다. 2004년 5월 17일 경기도의 문화재자료 제129호로 지정되었다.

## 개요
원몽린(元夢鱗 : 1648~1674)은 효종의 부마(駙馬)로 호는 죽서(竹西)이다. 효종 10년(1659) 효종의 딸 숙경공주(淑敬公主)와 혼인하여 흥평위(興平尉)가 되고 후에 흥평군에 봉해졌다. 여러 차례에 걸쳐 도총부도총관을 지냈으며 시호는 효헌(孝憲)이다. 봉분은 단분으로 부인 숙경공주와 합장묘이다
석물로는 묘비 1기, 상석,향로석 각 1기, 망주석,문인석 각 1쌍 및 계체석 등이 있다. 봉분은 원형의 호석을 두르고 있고 봉분 주위에는 곡장(曲墻)이 설치되어 있다. 묘역에 이르는 입구에는 신도비가 1기 세워져 있다. 묘역 좌우에는 망주석과 그 앞쪽으로 문인석이 각각 1쌍씩 배치되어 있다. 망주석은 폭이 159cm의 규모로 좌우측 모두 올라가는 형태의 쥐모양이 양각되어 있다. 문인석의 형태는 양관조복에 홀을 들고 있는 형상이다. 조복 앞면에는 홀을 든 손등으로부터 포(袍)의 주름이 묘사되어 있고 뒷면에는 연화문양이 있는 대(帶)와 여의운문이 양각되어 있는 후수(後綬)를 묘사하였다. 묘소를 둘러싸고 있는 곡장은 좌우측면만 높게 조성되어 묘역을 보호하고 후면은 3단의 석축으로만 쌓고 뒤쪽에 조성되어 있는 묘역으로 이동할 수 있도록 돌계단을 조성한 것이 특징적이다.
뒤에 조성되어 있는 묘역은 원몽린의 아버지인 원만리(元萬里 : 1624~1672)의 묘역이다. 원만리의 묘역에 곡장을 설치하지 않은 것을 판단할 때 왕의 부마인 원몽린의 묘역을 더 예우(禮遇)를 갖추어 조성하고 있음을 알 수 있다. 신도비의 전액은 특이하게 2행으로 상하로 연결되면서 기록하였는데 내용은 '흥평위효헌원공신도비명(興平尉孝憲元公神道碑銘)'이다. 비문은 이의현(李宜顯 : 1669~1745)이 쓰고 비문은 왕희지(王羲之)의 글씨를 집자하여 새겼으며, 전액은 당나라 이양빙(李揚氷)의 글자를 집자하였다. 신도비의 비음은 당의 명필이었던 유공권(柳公權)의 글자를 집자하여 새긴 것이다.
원몽린 묘역은 효종의 부마라는 특수한 신분으로 바로 위에 조성된 아버지 원만리의 묘역과 묘역조성에 있어서 예우의 차원이 확연하게 보인다. 따라서 당시의 묘제를 연구하는 중요한 유적이다. 또한 신도비는 중국 명필 3명의 글씨를 집자하여 만든 것으로 금석학사(金石學史)나 서예사(書藝史)의 귀중한 유물이다.

## 같이 보기
- 원몽린

## 참고 자료
- 죽서 원몽린 묘역 - 국가유산청 국가유산포털